# Дело о пропавшем триллионе
Дело о пропавшем триллионе (тур. Kayıp Trilyon Davası) — финансовый скандал в Турции 1998 года, причиной которого стал отказ Партии благоденствия (тур. Refah Partisi) возвращать ранее полученные от Казначейства Турции гранты на сумму примерно в триллион лир (около 3,5 миллиона долларов). Для того чтобы избежать выплат, партия подделала финансовую документацию, в результате чего лидер партии и бывший премьер-министр страны, Неджметтин Эрбакан, и 68 его коллег были приговорены к тюремному заключению. Мера пресечения для Эрбакана позже была изменена на заключение под домашний арест, но уже через несколько месяцев Эрбакан был помилован указом президента Турции.

## Скандал
Происламская Партия благоденствия, основанная Эрбаканом в 1983 году, получала гранты от Казначейства Турции в соответствии с существовавшими законами. В 1998 году Конституционный суд Турции запретил деятельность партии, обвинив её в попытке свержения секуляристской системы государства и её замене на исламский фундаментализм. Эрбакану было запрещено заниматься политической деятельностью на протяжении пяти лет. Решения Конституционного суда поддержал и Европейский суд по правам человека.
Казначейство затребовало вернуть оказанную ранее финансовую помощь общей суммой примерно в один триллион лир. Партийные чиновники заявили, что деньги были потрачены на нужды партии, однако последовавшая финансовая проверка выявила, что средства были конвертированы в 10 миллионов дойчмарок и положены на счёт в банке «Yapı ve Kredi Bankası». В начале 1997 года сумма была снята со счёта.
В начале 1999 года Эрбакана и 78 членов партии обвинили в сокрытии средств путём подделки финансовой документации. Дело получило название «дела о пропавшем триллионе».
В марте 2002 года Эрбакан был приговорён к тюремному заключению сроком в два года и четыре месяца. Ещё 68 партийных чиновников получили сроки до года и двух месяцев. Одним из фигурантов, избежавших тюрьмы, стал Абдулла Гюль, бывший вице-президент Партии благоденствия, который на момент объявления приговора являлся членом парламента в составе новой исламистской партии и обладал неприкосновенностью.
Эрбакан несколько раз откладывал начало отбытия срока, ссылаясь на плохое состояние здоровья, и в итоге добился смягчения приговора до 11-месячного пребывания под домашним арестом. Начав отбывать срок в 2008 году в своём летнем доме в Балыкесире, Эрбакан подал прошение о помиловании. Абдулла Гюль, на тот момент являвшийся президентом Турции, подписал указ о помиловании Эрбакана на основании плохого здоровья последнего (Эрбакан скончался в 2011 году в возрасте 84 лет). Сам Гюль вновь был приглашён в суд по делу о пропавшем триллионе лишь в 2014 году, по окончании своего президентского срока, где дал показания. В декабре 2014 года Главный прокурор Анкары отказался от обвинений из-за отсутствия необходимых доказательств.